# 윤장현
윤장현(尹壯鉉, 1949년 4월 26일 ~ )은 대한민국의 안과 의사이자 민선 6기 광주광역시장을 지낸 정치인이다.

## 학력
- 광주서석국민학교 졸업
- 광주서중학교 졸업
- 살레시오고등학교 졸업
- 조선대학교 의과대학 의학 학사
- 조선대학교 대학원 의학 석사
- 조선대학교 대학원 의학 박사

## 경력
- 1983년: 중앙안과 개원(현: 아이안과 대표원장)
- 1987년 ~ 2000년: 천주교 광주대교구 정의평화위원회 부위원장
- 1992년 ~ 2000년: 광주․전남 환경운동 연합 공동의장
- 1994년: (재)5.18 기념재단 창립이사
- 1998년 ~ 2001년: 광주시민단체협의회 공동대표
- 1999년: (재)광주비엔날레 이사
- 2000년 ~ 2013년: (사)광주국제교류센터 이사장
- 2000년 ~ 2010년: 광주·전남 우리민족서로돕기운동 상임대표
- 2001년 ~: 아시아인권위원회 이사
- 2003년 ~: 기아자동차 광주공장 경영자문위원
- 2003년 ~ 2008년: 광주․전남 남북교류협력협의회 상임대표
- 2004년 ~ 2007년: 국가인권위원회 정책 자문위원
- 2005년 ~ 2008년: 대한산악연맹 부회장
- 2006년 ~ 2008년: 아름다운가게 전국대표
- 2008년 ~ 2010년: 한국 YMCA 전국 연맹 이사장
- 2013년: 국민과함께하는 새정치추진위원회 공동위원장
- 2014년: 제6회 전국동시지방선거 새정치민주연합 광주광역시장 후보
- 2014년 7월 1일 ~ 2018년 6월 30일: 제12대 광주광역시장(민선 6기, 새정치민주연합→더불어민주당, 초선)
- 2014년 ~ 2018년: 광주 FC 구단주
- 제주선한병원 대표원장
- 사단법인 광주·전남 비전21 이사장
- 사단법인 광주·전남 비전21 부설 광주 리더십 센터 이사장

## 수상
- 2007년: 보건복지부 장관상
- 2011년: 아시아 태평양 안과학회(APAO) 공로상
- 2013년: 통일부 장관 표창

## 역대 선거 결과
| 실시년도 | 선거      | 대수 | 직책 | 선거구     | 정당           | 득표수    | 득표율          | 순위 | 당락 | 비고           |
| -------- | --------- | ---- | ---- | ---------- | -------------- | --------- | --------------- | ---- | ---- | -------------- |
| 2014년   | 지방 선거 | 12대 | 시장 | 광주광역시 | 새정치민주연합 | 367,150표 | \| \| 57.80% \| | 1위  |      | 초선, 민선 6기 |
|          | 57.80%    |      |      |            |                |           |                 |      |      |                |

## 소속 정당
| 소속 정당 | 소속 정당      | 소속 기간 | 비고                |
| --------- | -------------- | --------- | ------------------- |
|           | 무소속         | 2013~2014 | 정계 입문           |
|           | 새정치연합     | 2014      | 창당준비위원회      |
|           | 무소속         | 2014      | 이탈                |
|           | 새정치민주연합 | 2014~2015 | 입당                |
|           | 더불어민주당   | 2015~현재 | 당명 변경 정계 은퇴 |